# La vita, l'universo e tutto quanto
La vita, l'universo e tutto quanto (Life, the Universe and Everything) è un romanzo di fantascienza umoristica del 1982 scritto da Douglas Adams, terzo libro della serie della Guida galattica per gli autostoppisti.

## Trama
Arthur Dent vaga impazzito sulla Terra preistorica, dove era naufragato al termine del precedente romanzo insieme al suo amico Ford Prefect. Ad un certo punto inseguendo un divano che cammina comparso per via di un buco nello spazio-tempo si ritrova ai nostri giorni nel bel mezzo di una partita di cricket. Mentre la partita è al culmine un'astronave atterra sul campo ed un esercito di robot assale i giocatori. Da questa introduzione si dipana una storia che porterà i protagonisti sulle tracce della Porta Wikkit, un congegno che era stato messo anticamente in opera per suggellare la fine delle Guerre di Krikkit, un pianeta arretrato dove l'improvvisa apparizione di una astronave (che risulterà poi essere finta) aveva scatenato una reazione xenofoba negli abitanti i quali si erano quindi lanciati in una guerra senza quartiere per distruggere tutte le altre forme di vita dell'Universo.
Alla fine si scopre che all'origine di tutto c'era Hactar, un antico computer frustrato dal fatto di non aver obbedito all'ordine che i suoi antichi padroni, i demoniazzi dilastici, gli avevano impartito. Arthur e compagni riescono a far desistere gli abitanti di Krikkit dal loro progetto e salvano così la galassia. Sul finale torna il tema della risposta alla domanda fondamentale sulla vita, l'universo e tutto quanto, quando i protagonisti incontrano e salvano Prak, un uomo che, per essere stato sottoposto ad una dose eccessiva di siero della verità durante un processo conosce "solo la verità, tutta la verità, nient'altro che la verità". La rivelazione di Prak ad Arthur è che domanda e risposta non possono convivere nello stesso universo. Prak rivela però che il senso della vita e la verità assoluta possono essere trovati nel cosiddetto Messaggio Finale di Dio al Creato, il messaggio che, secondo Prak, Dio ha lasciato agli esseri viventi prima di scomparire. Arthur decide quindi di partire per leggere questo Messaggio.

## Edizioni
- Douglas Adams, Life, the Universe and Everything, 1982, ISBN 0-345-39182-9.
- Douglas Adams, La vita, l'universo e tutto quanto, traduzione di Laura Serra, collana Urania n° 973, Arnoldo Mondadori Editore, 1984,  p. 160.
- Douglas Adams, La vita, l'universo e tutto quanto, traduzione di Laura Serra, collana I libri di Urania n° 23, Arnoldo Mondadori Editore, 1994,  p. 190, ISBN 88-04-39130-8.
- Douglas Adams, La vita, l'universo e tutto quanto, traduzione di Laura Serra, collana Piccola Biblioteca Oscar n° 306, Arnoldo Mondadori Editore, 2003,  p. 237, ISBN 88-04-51758-1.

## I romanzi della Guida
- Guida galattica per gli autostoppisti, Urania N. 843, 1980 (The Hitchhiker's Guide to the Galaxy, 1979).
- Ristorante al termine dell'Universo, Urania N. 968, 1984 (The Restaurant at the End of the Universe, 1980).
- La vita, l'universo e tutto quanto, Urania N. 973, 1984 (Life, the Universe and Everything, 1982).
- Addio, e grazie per tutto il pesce, Urania N. 1028, 1986 (So Long, and Thanks for All the Fish, 1984).
- Praticamente innocuo, Urania N. 1209 (Mostly Harmless, 1992).
- E un'altra cosa..., Strade Blu, 2010 (And An Other Thing..., 2009).